# Oakland, Kalifornija
Oakland je osmi najveći grad u Kaliforniji i četrdeset i šesti najveći grad u SAD-u. Sjedište je okruga Alameda. Prema službenoj procjeni iz 2009. godine ima 425.068 stanovnika. Treći je najveći grad u Zaljevskom području San Francisca, nakon San Josea i San Francisca.

## Povijest
Moderni Oakland, kao i većina ostalih kalifornijskih gradova, nastao je nakon otkrića zlata u planinama Sierra Nevade 1848. godine. Izvorno naselje gdje se danas nalazi središte grada isprva se zvalo Contra Costa (španjolski "nasuprot obale") i bilo je uključeno u okrug Contra Costa, sve do osnutka okruga Alameda 25. ožujka 1853. Zakonodavstvo države Kalifornije pripojilo je Oakland 4. svibnja 1852. godine.
Grad je rastao širenjem mreže željezničkih pruga, postavši glavno željezničko odredište koncem 1860-ih i 1870-ih godinâ. Godine 1868., željeznica Central Pacific sagradila je pristanište Oaklanda, gdje se nalazi današnja Oaklandska luka. Tramvajska linija u vlasništvu Key Systema, prethodnika današnjeg AC Transita, uspostavljena je 1891. između Oaklanda i Berkeleya. Druge tramvajske linije spajale su Oakland i San Francisco nakon izgradnje mosta San Francisco - Oakland (Bay Bridge). Poduzeće Key System izgradilo je dva veličanstvena hotela: Key Route Inn, koji je izgorio u ranim 1930-im godinama, i spektakularni Claremont Resort, koji dan danas postoji i jedan je od simbola tog područja. Nakon iskapanja kanala za pomorske svrhe 1902. godine, susjedna Alameda postala je otok.
Stanovništvo Oaklanda udvostručilo se s useljavanjem izbjeglica iz San Francisca, nakon ogromnog potresa i požara 1906. godine.

### 1920-e godine
Naglim ekonomskim razvojem 1920-ih godina u cijelom SAD-u, a posebno u Kaliforniji, grad je značajno ojačao i raširio se. Ekonomija je rasla zahvaljujući rekonstrukciji nakon 1. svjetskog rata i otkrićima brojnih izvora nafte u južnoj Kaliforniji te široke upotrebe automobila. Kako se grad širio, anektirao je obrađene površine na istoku i sjeveru. U Oaklandu je sagrađeno više kuća između 1921. i 1924. godine nego između 1908. i 1920. godine; zapravo, većina današnjih obiteljskih kuća u Oaklandu sagrađena je u tom razdoblju. Grad je postao veliko industrijsko središte, s tvornicama metala, konzerva i automobila, s brojnim pekarama te, posebice, razvijenom brodogradnjom.

### 2. svjetski rat i poslijeratne godine
Za vrijeme 2. svjetskog rata u istočnom zaljevskom području nalazila se velika vojna industrija. Puno je radnika iz cijelog SAD-a došlo u Oakland tražeći posao, od kojih su većina bili Afroamerikanci. Svršetkom rata završile su i vezane djelatnosti, ali su doseljenici i dalje ostali na tom području. Bogatiji su stanovnici odselili u predgrađa, dok su bijeli radnici odselili u susjedne gradove, kao Alameda ili San Leandro. Ovaj egzodus bijelog stanovništva događao se u cijelom SAD-u. U ovo se vrijeme Key System rasformirao, a sagrađene su brojne autoceste i neboderi. Tmurna, dotrajala obala grada preuređena je u Trg Jacka Londona. Unatoč ovome, grad je ipak postajao sve siromašniji, a crno se stanovništvo povećavalo.
Porastom kriminala 1960-ih godinâ, grad je zaposlio nove policajce s dalekog juga SAD-a, odakle su i pristigli mnogi gradski crnci. Kao posljedica povećanja sukoba između bijele policije i crnog stanovništva, u Oaklandu je osnovana Stranka crnih pantera.

### 1980-e i 1990-e godine
Tijekom 1980-ih i 1990-ih godinâ u Oakland se doselilo puno ljudi iz Latinske Amerike, osobito Meksika u gradske četvrti Fruitvale i Istočni Oakland. Fruitvale je jedna od najstarijih četvrti grada i oduvijek je imala veliki broj latinoameričkog stanovništva, a novija imigracija samo je povećala taj broj.
Dana 17. listopada 1989. godine, Loma Prieta potres, magnitude 7,1 stupnjeva Richterove ljestvice, teško je oštetio veliki broj građevina u gradu. Vijadukt Cypress pao je usmrtivši 42 osobe, dok je Bay Bridge oštećen, pri čemu je poginula jedna osoba, a cijeli promet je bio zatvoren mjesec dana. Građevine koje su preživjele potres renovirane su i ojačane kako bi bile bolje pripremljene u slučaju novog potresa.
Dana 20. listopada 1991. ogroman požar u Oaklandskim brdima spalio je više od 2000 kućâ. Poginulo je 25 osoba, a preko 150 ih je bilo ozlijeđeno. Ekonomski gubitak uzrokovan požarom procijenjen je na oko 1,5 milijardi dolara. Mnogo se kuća ponovno izgradilo, te su naravno bile puno veće od prethodnih.

### 21. stoljeće
Godine 1999. tadašnji gradonačelnik Jerry Brown predstavio je plan kojim bi 10 tisuća ljudi doselilo u centar grada. Zahvaljujući tome, mnogo se gradskih četvrti obnovilo, poput obale Merritskog jezera, Trga Jacka Londona i drugih četvrti u središtu grada. Ove obnove su bile sporne, jer su ih neki građani vidjeli kao gentrifikaciju koja bi prouzročila progon siromašnijih građana iz gradske jezgre. Kada je ekonomija u zaljevskom području oslabila 2000. i 2001. godine, većina novih stanova ostala je prazna. Spori oporavak i ekonomski rast nisu pomogli. U zadnjih se nekoliko godina ipak vidi poboljšanje te veliki interes za visokokatnice, kao i u San Franciscu.
Gradska bejzbolska momčad Oakland Athletics već dugo vremena traži mjesto za izgradnju svog novog stadiona, jer su u Oaklandu dijelili stadion s Oakland Raidersima, ekipom američkog nogometa. Athleticsi su našli lokaciju blizu cetra grada s dobrom povezanošću javnim prijevozom i autocestama, ali su se na tom mjestu planirali izgraditi apartmani. Koncem 2006. godine pronašli su teren u Fremontu, no ni taj plan nije uspio, nakon što se gradska uprava Fremonta nije uspjela dogovoriti o gradnji.

## Zemljopis
Oakland se nalazi na 37°48'N, 122°16'W, po sredini Kalifornije, na istočnoj obali zaljeva San Francisca. Zauzima 202,40 km². Oaklanđani često spominju gradske flatlands, tj. ravnine grada, i hills, tj. brda. Donedavno su ta dva pojma označivala razdvojenost na bogatije (hills) i siromašnije (flatlands) stanovništvo.
Merritsko jezero je najveće gradsko slano jezero u SAD-u.

## Klima
Grad ima blagu i ponekad suhu mediteransku klimu. Klima ima osobine okolnih gradova San Francisca i San Josea, a Oakland je topliji od San Francisca i hladniji od San Josea. Iako se grad ne nalazi na samom Tihom oceanu, ipak je odmah nasuprot Golden Gatea, tako da je većina jutara maglovita, no Oakland je dovoljno u unutrašnjosti da se ta magla povuče do podneva, tako da grad uživa u uobičajno sunčanim kalifornijskim danima.
| Mjesec                            | Sij | Velj | Ožu | Tra | Svi | Lip | Srp | Kol | Ruj | Lis | Stu | Pro |
| --------------------------------- | --- | ---- | --- | --- | --- | --- | --- | --- | --- | --- | --- | --- |
| Prosječna visoka temperatura (°C) | 14  | 16   | 17  | 19  | 21  | 22  | 23  | 23  | 24  | 22  | 18  | 14  |
| Prosječna niska temperatura (°C)  | 7   | 9    | 9   | 11  | 12  | 13  | 14  | 14  | 14  | 13  | 9   | 7   |
| Oborine (cm)                      | 12  | 11   | 9   | 4   | 1   | 0   | 0   | 0   | 1   | 3   | 8   | 8   |

## Šport
U Oaklandu postoje tri profesionalne sportske momčadi:
- Golden State Warriors, košarka, NBA
- Oakland Athletics, bejzbol, MLB
- Oakland Raiders, američki nogomet, NFL

## Gradovi prijatelji
Oakland ima deset gradova prijatelja:
- - Agadir, Maroko
- - Da Nang, Vijetnam
- - Dalian, Kina
- - Fukuoka, Japan
- - Funchal, Portugal
- - Nahodka, Rusija
- - Ocho Ríos, Jamajka
- - Santiago de Cuba, Kuba
- - Sekondi-Takoradi, Gana
- - Ulan Bator, Mongolija

## Vanjske poveznice
- Službena stranica  Arhivirana inačica izvorne stranice od 9. veljače 1998. (Wayback Machine) (engl.)
- Zračna luka Oakland  Arhivirana inačica izvorne stranice od 6. srpnja 2008. (Wayback Machine) (engl.)
- Luka Oakland (engl.)
- Službena stranica okruga Alameda (engl.)